# المرجان الرياضي بطبرقة
المرجان الرياضي بطبرقة هو فريق كرة قدم تونسي تأسس عام 1959 في مدينة طبرقة، ولاية جندوبة يلعب هذا الفريق في الرابطة التونسية الثالثة لكرة القدم مستوى أول في موسم 2020 - 2021.

## وصلة خارجية
- صفحة المرجان الرياضي بطبرقة على موقع كوووة.